# St. Stephanus (Münster)

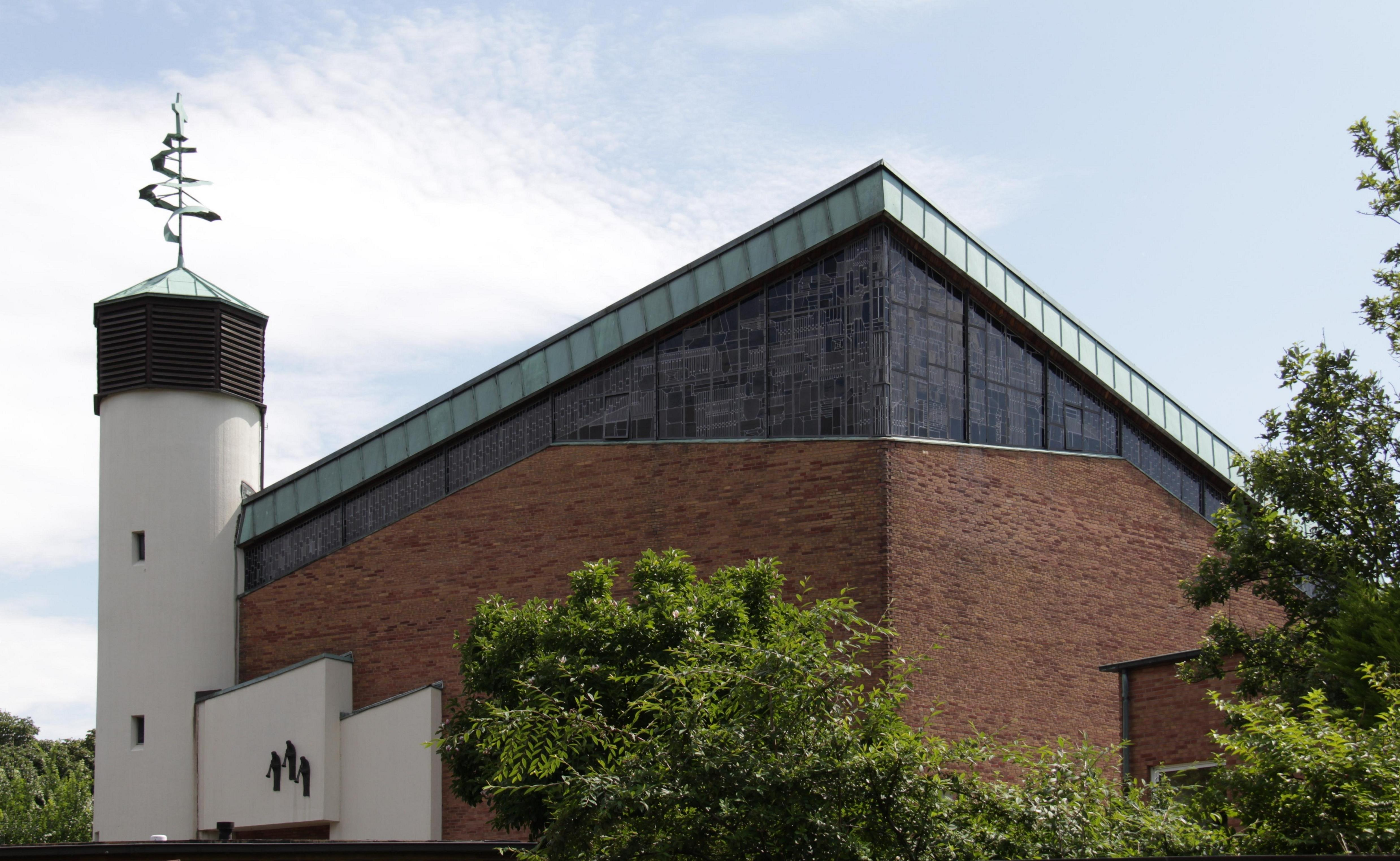
St. Stephanus von Westen

St. Stephanus ist eine katholische Kirche in Münster im Stadtteil Aaseestadt. Sie ist eine Filialkirche der katholischen Kirchengemeinde St. Liudger. Sie wurde ab 1963 nach Plänen des Architekten Hans Schilling (Köln) erbaut und am 11. Dezember 1965 geweiht.

## Architektur
Die St.-Stephanus-Kirche ist ein moderner Kirchbau aus Backstein. Sie ist Teil einer Gebäudeanlage auf dem Grundriss eines unregelmäßigen Fünfecks, mit einem Innenhof, um den sich weitere gemeindliche Bauten gruppieren (u. a. Kindergarten, Pfarrhaus).
Die Kirche selbst ist in der Form eines Fünfecks konzipiert, mit einem konchenähnlichen Chorabschluss von 23 m Höhe. An der Nordwestecke befindet sich ein Treppenturm, der zur Orgelbühne führt und in seinem Obergeschoss drei Glocken beherbergt.
Der Kirchenraum kommt ohne Säulen bzw. Pfeiler aus. Er wird durch hohe, backsteinsichtige Wände umgrenzt, die Fenster befinden sich jeweils unterhalb des Deckenansatzes. Sie sind als Lichtbänder gestaltet und lassen gedämpftes Licht in die Kirche. Angrenzend öffnet sich der Raum zu einer niedrigen Kapelle, die als Werktagskirche genutzt wird.

## Ausstattung
Die Ausstattung (Altar, Ambo, Sakramentshaus, Sedilien, Taufstein) wurde weitgehend von Hein Wimmer (Köln) entworfen. Sie besteht aus griechischem Marmor. In den blockförmigen Altar sind Reliquien des heiligen Stephanus und des heiligen Viktor von Xanten eingelassen.
In der Kirche befinden sich 20 Ikonen-Tafeln, die in der ersten Hälfte des 18. Jahrhunderts gemalt wurden. Sie sind Teil einer russischen Ikonostase, die wohl aus insgesamt 34 Tafeln bestand.

### Orgel
Die Orgel wurde 1973 von dem Orgelbauer Fleiter & Sohn (Münster) erbaut. Das Schleifladen-Instrument hat 31 Register auf drei Manualen und Pedal. Die Spieltrakturen sind mechanisch, die Registertrakturen sind elektrisch.
| I Hauptwerk C–g3 |              |       |
| 1.               | Quintadena   | 16′   |
| 2.               | Prinzipal    | 8′    |
| 3.               | Rohrflöte    | 8′    |
| 4.               | Oktave       | 4′    |
| 5.               | Gedacktflöte | 4′    |
| 6.               | Quinte       | 2 ⁄3′ |
| 7.               | Waldflöte    | 2′    |
| 8.               | Mixtur IV–VI | 1 ⁄3′ |
| 9.               | Trompete     | 8′    |

| II Schwellwerk C–g3 |                  |       |
| 10.                 | Lieblich Gedackt | 8′    |
| 11.                 | Spitzgambe       | 8′    |
| 12.                 | Praestant        | 4′    |
| 13.                 | Rohrflöte        | 4′    |
| 14.                 | Sesquialtera II  | 2 ⁄3′ |
| 15.                 | Oktave           | 2′    |
| 16.                 | Scharff IV–V     | 2⁄3′  |
| 17.                 | Rohrschalmei     | 8′    |
|                     | Tremulant        |       |

| III Kronpositiv C–g3 |            |       |
| 18.                  | Bordun     | 8′    |
| 19.                  | Quintade   | 4′    |
| 20.                  | Prinzipal  | 2′    |
| 21.                  | Larigot    | 1 ⁄3′ |
| 22.                  | Zimbel III | 1⁄2′  |
| 23.                  | Krummhorn  | 8′    |
|                      | Tremulant  |       |

| Pedalwerk C–f1 |           |       |
| 24.            | Subbass   | 16′   |
| 25.            | Oktavbass | 8′    |
| 26.            | Gemsflöte | 8′    |
| 27.            | Oktave    | 4′    |
| 28.            | Pommer    | 2′    |
| 29.            | Mixtur IV | 2 ⁄3′ |
| 30.            | Posaune   | 16′   |
| 31.            | Schalmei  | 4′    |

- Koppeln: II/I, III/I, III/II, I/P, II/P, III/P